# Dogrel
| Совокупная оценка | Совокупная оценка |
| Источник          | Оценка            |
| ----------------- | ----------------- |
| AnyDecentMusic?   | 8.5/10            |
| Metacritic        | 86/100            |
| Оценки критиков   |                   |
| Источник          | Оценка            |
| AllMusic          | [ 3 ]             |
| DIY               | [ 4 ]             |
| The Guardian      | [ 5 ]             |
| The Irish Times   | [ 6 ]             |
| Mojo              | [ 7 ]             |
| NME               | [ 8 ]             |
| Pitchfork         | 8.0/10            |
| Q                 | [ 10 ]            |
| The Times         | [ 11 ]            |
| Uncut             | 6/10              |

Dogrel — дебютный студийный альбом ирландской постпанк-рок группы Fontaines D. C.. Он был выпущен на лейбле Partisan Records 12 апреля 2019 года на кассетах, CD, в формате цифрового скачивания и на виниле. Альбом дебютировал в десятке лучших дисков в Великобритании и Ирландии и получил положительные отзывы музыкальных критиков. Альбом был номинирован на премию Choice Music Prize и Mercury Prize в 2019 году.

## Отзывы
Альбом получил положительные отзывы музыкальной критики и интернет-изданий: Metacritic, AnyDecentMusic?, The Guardian, NME, The Skinny, Pitchfork.
Бен Бомон-Томас, написавший для The Guardian, высоко оценил лирику альбома, заявив, что «это тот тип качества написания песен, которого группы могут достигать годами или вообще никогда не достигать: блестящий, сверху донизу». Том Коннок из New Musical Express заявил, что «ирландские трубадуры отлично выступили с дебютным альбомом, который предлагает как голос рассказчика, так и новое рычащее видение юношеского разочарования». Робин Мюррей, написавший для The Skinny, оценил множество эмоций, которые вызывает альбом, сказав, что он «одновременно подавляющий и нежный, едкий и успокаивающий, взрыв ярости рабочего класса, обретший внятность и сохранивший при этом свой первобытный вой».
Стюарт Берман, написавший рецензию для Pitchfork, противопоставил группу и альбом современным британским пост-панковым группам Idles и Shame, сказав, что «Fontaines D.C. не подпитываются ни революционным пылом IDLES, ни гнойным отвращением Shame. Они не столько бушуют против нынешнего положения дел, сколько сетуют на местные сообщества и культуру, которым грозит опасность быть уничтоженными маршем современности». Далее он отметил, что «история их происхождения настолько причудлива и анахронична, что граничит с косплеем фланёров: по слухам, квинтет объединила общая любовь к поэзии Джойсана и вечера в пабе, проведённые за набрасыванием и чтением стихов друг другу. Этот олдскульный подход находит свой аналог в сырой, мощной атаке сдвоенных гитар, которая скорее джангловая, чем зазубренная, отсылающая к гаражу 60-х, серфу и раннему рок-н-роллу, но при этом проецирующая конфронтационную ярость. Таким образом, Fontaines D.C. — это в значительной степени пост-панк группа, возвращающая себе некую до-панк невинность».

## Список композиций
Все песни написаны Fontaines D.C.
| №                   | Название                          | Длительность |
| ------------------- | --------------------------------- | ------------ |
| 1.                  | «Big»                             | 1:46         |
| 2.                  | «Sha Sha Sha»                     | 2:32         |
| 3.                  | «Too Real»                        | 4:08         |
| 4.                  | «Television Screens»              | 4:00         |
| 5.                  | «Hurricane Laughter»              | 4:51         |
| 6.                  | «Roy's Tune»                      | 3:00         |
| 7.                  | «The Lotts»                       | 4:57         |
| 8.                  | «Chequeless Reckless»             | 2:16         |
| 9.                  | «Liberty Belle (видео)»           | 2:32         |
| 10.                 | «Boys in the Better Land (видео)» | 5:00         |
| 11.                 | «Dublin City Sky»                 | 4:53         |
| Общая длительность: | Общая длительность:               | 39:55        |

## Участники записи
По данным с альбома Dogrel.
Fontaines D.C.
- Grian Chatten — вокал (1-11), бубен (1-11)
- Carlos O’Connell — гитара (1-11), баритон-гитара (1), пианино (3), бэк-вокал (9)
- Conor Curley — гитара (1-11), баритон-гитара (8, 10), Nashville-гитара (4), электроорган (5), бэк-вокал (8, 9)
- Tom Coll — ударные (1-11) , бубен (8, 10), перкуссия (2)
- Conor Deegan — бас-гитара (1-11), пианино (4), баритон-гитара (5), сёрф-гитара (8), синтезатор (7), бэк-вокал (8)

## Чарты
| Чарт (2019)                       | Высшая позиция |
| --------------------------------- | -------------- |
| Бельгия/Фландрия (Ultratop)       | 88             |
| Бельгия/Валлония (Ultratop)       | 163            |
| Нидерланды (Album Top 100)        | 93             |
| French Albums (SNEP)              | 75             |
| Германия (Offizielle Top 100)     | 92             |
| Ирландия (IRMA)                   | 4              |
| Шотландия (Scottish Albums Chart) | 4              |
| Великобритания (UK Albums Chart)  | 9              |

## Сертификации
| Регион                                                                      | Сертификация | Продажи |
| --------------------------------------------------------------------------- | ------------ | ------- |
| Великобритания (BPI)                                                        | Серебряный   | 60 000  |
| Данные о продажах + прослушиваниях приведены только на основе сертификации. |              |         |

## История выхода
| Регион | Дата           | Формат                                |
| ------ | -------------- | ------------------------------------- |
| Мир    | 12 апреля 2019 | Кассета, CD, цифровые загрузки, винил |
| США    | 26 апреля 2019 | CD, винил                             |